# Rysjön, Ångermanland
Rysjön är en sjö i Kramfors kommun i Ångermanland och ingår i Nätraåns huvudavrinningsområde. Sjön har en area på 0,746 kvadratkilometer och ligger 273,1 meter över havet. Sjön avvattnas av vattendraget Hinnsjöån.

## Delavrinningsområde
Rysjön ingår i det delavrinningsområde (700607-161398) som SMHI kallar för Utloppet av Rysjön. Medelhöjden är 303 meter över havet och ytan är 3,41 kvadratkilometer. Det finns inga avrinningsområden uppströms utan avrinningsområdet är högsta punkten. Hinnsjöån som avvattnar avrinningsområdet har biflödesordning 2, vilket innebär att vattnet flödar genom totalt 2 vattendrag innan det når havet efter 49 kilometer. Avrinningsområdet består mestadels av skog (71 procent). Avrinningsområdet har 0,75 kvadratkilometer vattenytor vilket ger det en sjöprocent på 21,8 procent.